# Romuald Lipiński
Romuald Edward Lipiński (ur. 25 lipca 1925 w Myszyńcu) – polski inżynier, naukowiec i wojskowy, pułkownik Wojska Polskiego, weteran kampanii włoskiej, w tym bitwy o Monte Cassino, badacz w dziedzinie energii jądrowej w amerykańskich instytucjach federalnych.

## Życiorys

### Życie na Kresach
Jego ojciec był lekarzem kolejowym, a matka dyplomowaną położną. Miał siostrę Janinę oraz dwóch braci, Tadeusza (ur. 1920; żołnierz 2 Korpusu Polskiego) i Władysława (żołnierz brygady spadochronowej WP). Wychowywał się na Przedmieściu Kijowskim w Brześciu. Do czasu wybuchu wojny ukończył pierwszą klasę gimnazjum. W 1939 przeżył bombardowania miasta po agresji Niemiec na Polskę. Następnie, po agresji ZSRR na Polskę, wraz z rodziną został deportowany na Syberię do Kraju Ałtajskiego i ulokowany nieopodal miejscowości Barnauł nad rzeką Ob, przy której pracował łowiąc ryby.
W 1941 w wyniku amnestii dla obywateli polskich w ZSRR, rodzina zgłosiła akces do Wojska Polskiego (ojciec zgłosił się jako lekarz, matka jako pielęgniarka, a Romuald jako pomocnik) i została skierowana do Taszkientu. Jego ojciec zorganizował w obozie grupę Polaków, aby wyruszyli wraz z nimi celem dołączenia do polskiej armii bądź uzyskania schronienia u polskich władz. Do wspólnej podróży udało mu się nakłonić 54 osoby. Kiedy rodzina dotarła do miejscowości Kokand, została skierowana przez NKWD do Kirgistanu, gdzie trafiła do kołchozu niedaleko granicy chińskiej. W lutym 1942 rodzina zgodnie z akcesem otrzymała przydział do 9 Dywizji Piechoty. W tym samym czasie Romuald zachorował na tyfus i wraz z matką nie wziął udziału w pierwszej ewakuacji z ZSRR. Byli częścią drugiej ewakuacji z Krasnowodska. Ostatecznie Lipińscy opuścili Rosję i po trzydziestogodzinnej podróży przez Morze Kaspijskie dotarli do Persji. Po około trzech tygodniach pobytu w Pahlevi, wraz z grupą współtowarzyszy, wyjechał do Teheranu, podróżując przez góry Elburs i znalazł się w obozie dla ewakuowanych. Jego ojciec niedługo po tym został zwolniony z wojska i znalazł pracę w polskim szpitalu w Teheranie.

### Służba wojskowa
W styczniu 1943 otrzymał powołanie do wojska i po dokończeniu roku szkolnego, wyjechał do Iraku gdzie stacjonowały Polskie Siły Zbrojne. W Khanaquin został przydzielony do 12 Pułku Ułanów Podolskich, stacjonującego w Quizil Ribat. Dołączył do plutonu moździerzy, jednocześnie rozpoczynając naukę w czwartej klasie przyarmijnego liceum.
Ze swoim pułkiem przeszedł szlak bojowy przez Irak, Palestynę, Egipt i aktywnie uczestniczył w kampanii włoskiej, biorąc udział w bitwie o Monte Cassino, Ankonę i Bolonię. Sztandar jego pułku został umieszczony w najwyższym punkcie ruin klasztoru Monte Cassino, jako znak, że został zdobyty przez polskie siły 12 Pułku Ułanów Podolskich. W połowie września 1944 został skierowany do szkoły podchorążych koło Perugii, którą ukończył w stopniu kaprala. Następnie został awansowany na stopień podporucznika. W czasie służby był żołnierzem szwadronu dowodzenia, plutonu moździerzy i spełniał rozmaite funkcje, m.in. ładowniczego i celowniczego, w zależności od potrzeby. Po latach wyznał, że widok ciał poległych żołnierzy podczas bitwy o Monte Cassino pozostał z nim na całe życie. W czasie akcji w Maceracie, w środkowych Włoszech, odłamek pocisku moździerzowego rozerwał mu but, ale nie uszkodził stopy. Za męstwo został nagrodzony odznaczeniami polskimi i brytyjskimi. 
W czasie służby kształcił się przy 2 Korpusie Polskim. W Iraku ukończył półtoramiesięczny kurs gimnazjalny. Egzamin z czwartej klasy gimnazjum przedwojennego typu zdawał podczas walk na froncie w Apeninach. Pierwszą maturę zdał w Polskim Gimnazjum Wojskowym. Po zakończeniu wojny ukończył kurs maturalny i zdał maturę w Matino, ponieważ Włochy nie uznały matur wojskowych wydanych przez rząd polski na uchodźstwie. Następnie podjął studia na Politechnice Turyńskiej oraz Uniwersytecie Świętego Józefa w Bejrucie.

### Kariera naukowa
W 1947 przybył z wojskiem do Anglii, gdzie został zdemobilizowany i otrzymał stypendium na Leicester College of Arts and Technology. Następnie rozpoczął studia na Uniwersytecie Londyńskim. Początkowo pracował jako kreślarz. 23 grudnia 1953 wyemigrował do Stanów Zjednoczonych. W 1961 ukończył studia w Newark College of Engineering, uzyskując tytuł magistra inżyniera budownictwa (ang. Master of Science in Civil Engineering). Przepracował w tym zawodzie 42 lata. W 1965 został zatrudniony przez United States Navy w Waszyngtonie. W 1969 rozpoczął pracę w Atomic Energy Commission, cywilnej agencji powołanej przez prezydenta Harry’ego Trumana w celu kontrolowania, rozwoju i produkcji broni nuklearnej oraz badań nad pokojowym wykorzystaniem energii atomu, która następnie przekształciła się w Nuclear Regulatory Commission. Zajmował się projektowaniem elektrowni jądrowych i opracowywał normy dotyczące ich projektów. Pracę w instytucjach federalnych łączył z rolą wykładowcy matematyki i inżynierii na University of Virginia. Rozpoczynał od roli adiunkta i wykładał również w Graduate School of the US Dept. of Agriculture oraz w Northern Virginia Community College (NOVA). W 1989 zakończył pracę w NRC i do 1995 pracował w Idaho National Engineering Laboratory.
Postanowieniem Prezydenta RP z 16 grudnia 2014 „za wybitne zasługi w działalności na rzecz bezpieczeństwa energetycznego Polski, za osiągnięcia w pracy naukowej i badawczej”, został odznaczony Krzyżem Oficerskim Orderu Odrodzenia Polski.

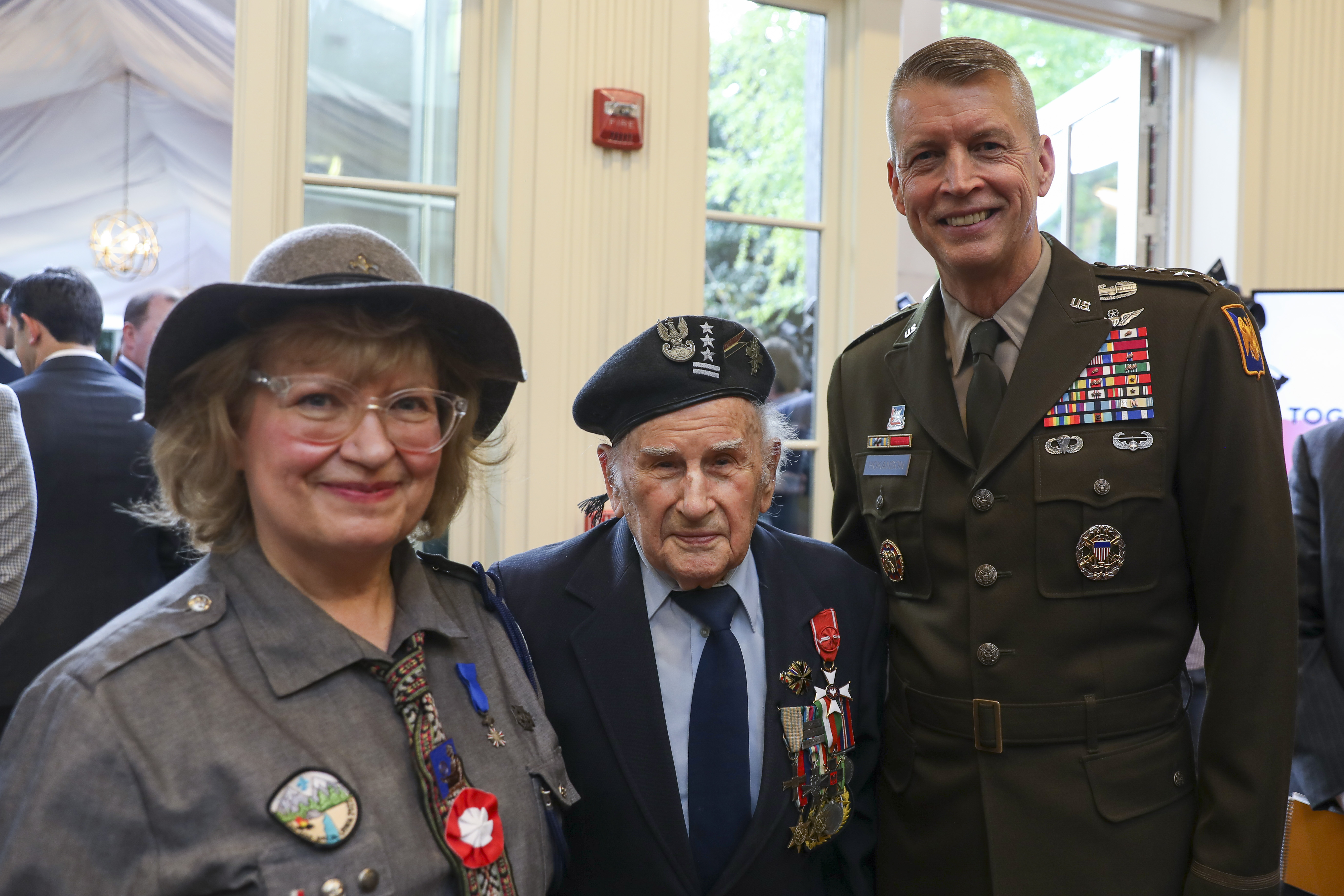
Romuald Lipiński z harcerką oraz generałem Danielem Hokansonem, szefem Biura Gwardii Narodowej USA (2023)

### Dalsza działalność

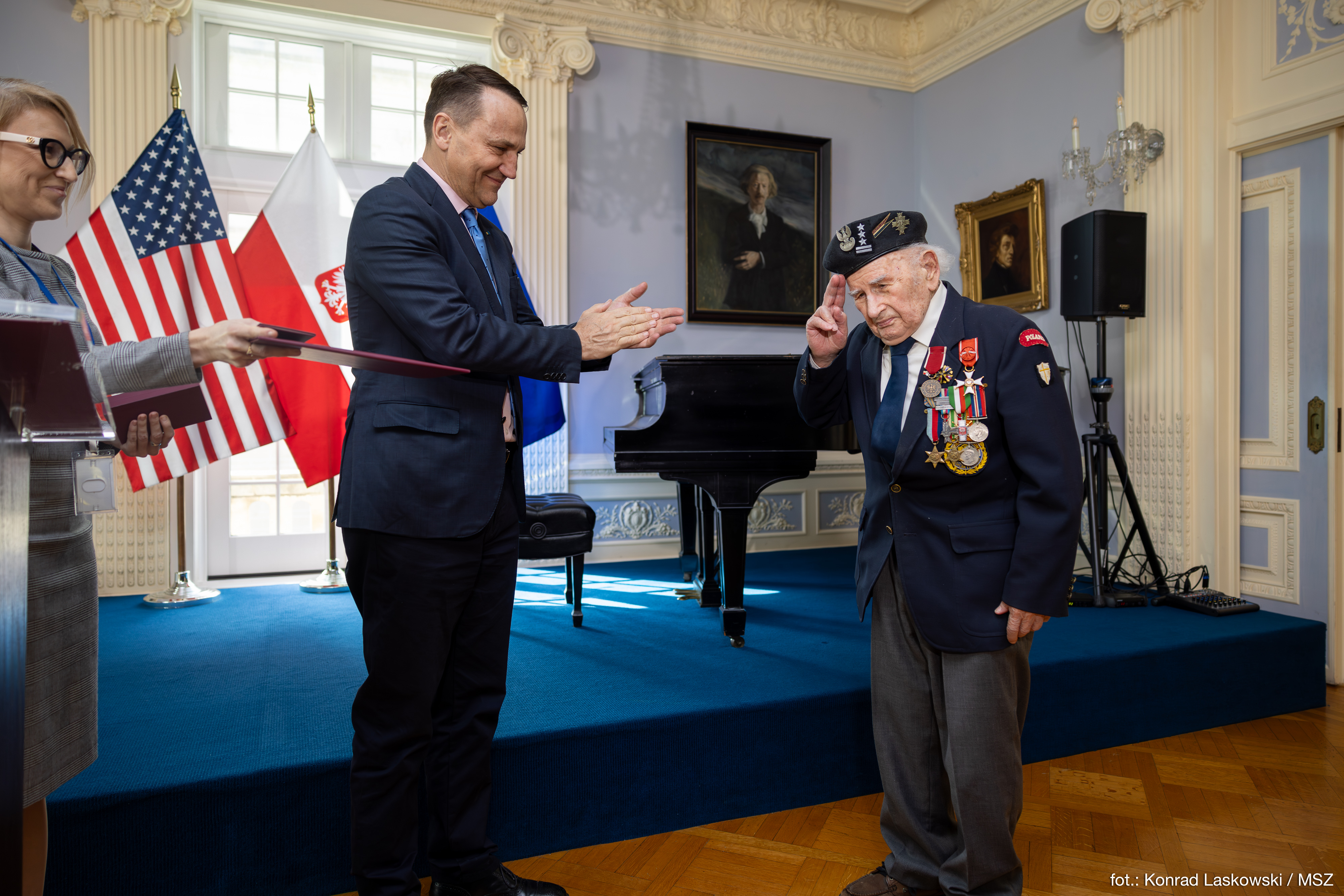
Romuald Lipiński otrzymuje od ministra Radosława Sikorskiego Odznakę Honorową „Bene Merito” (2024)

Po przejściu na emeryturę udzielał korepetycji uczniom szkół średnich i uniwersytetów, a także angażuje się w działalność kombatancką. Aktywnie działa w Polskim Legionie Weteranów Amerykańskich, gdzie pełni funkcję dowódcy Gwardii Narodowej. W 2021 został awansowany na stopień pułkownika Wojska Polskiego w stanie spoczynku.

## Życie prywatne
Latem 1952 ożenił się z Izabelą Zienkiewicz, z którą wyemigrowali do Stanów Zjednoczonych i osiedli w Perth Amboy, w stanie New Jersey. Wraz z żoną mają troje dzieci: syna Adama (ur. 1956) oraz córki Evę (ur. 1959) i Yolandę (ur. 1964). Oprócz ojczystego języka polskiego porozumiewa się także w języku angielskim, włoskim, francuskim i rosyjskim. W 1965 po otrzymaniu angażu w US Navy, wraz z rodziną przeniósł się do Annandale, w stanie Wirginia, gdzie mieszka do dziś.

## Odznaczenia
- Krzyż Oficerski Orderu Odrodzenia Polski – 2014[6]
- Krzyż Pamiątkowy Monte Cassino
- Krzyż Czynu Bojowego Polskich Sił Zbrojnych na Zachodzie (z trzema okuciami: Monte Cassino, Ankona, Bolonia)
- Krzyż Zesłańców Sybiru
- Złoty Medal „Za zasługi dla obronności kraju” – 2025[10]
- Złoty Medal Wojska Polskiego
- Odznaka Honorowa „Bene Merito” – 2024[11]
- Odznaka Honorowa Służby Kontrwywiadu Wojskowego im. Mariana Rejewskiego – 2024[12]
- Odznaka 12 Pułku Ułanów Podolskich (PSZ)
- Odznaka pamiątkowa 3 Dywizji Strzelców Karpackich
- Gwiazda za Wojnę 1939–1945 – Wielka Brytania
- Gwiazda Italii – Wielka Brytania
- Medal Obrony – Wielka Brytania
- Medal Wojny 1939–1945 – Wielka Brytania